# Min Chunfeng
Min Chunfeng (née le 17 mars 1969) est une ancienne athlète chinoise spécialiste du lancer du disque. 

## Carrière

### Palmarès
| Date | Compétition                  | Lieu         | Résultat | Performance |
| ---- | ---------------------------- | ------------ | -------- | ----------- |
| 1986 | Championnats du monde junior | Athènes      | 3e       | 54,00 m     |
| 1988 | Championnats du monde junior | Sudbury      | 4e       | 56,90 m     |
| 1991 | Championnats du monde        | Tokyo        | 6e       | 65,56 m     |
| 1991 | Championnats d'Asie          | Kuala Lumpur | 1re      | 61,74 m     |
| 1991 | Championnats d'Asie          | Kuala Lumpur | 2e       | 16,91 m     |
| 1992 | Jeux olympiques d'été        | Barcelone    | 11e      | 60,82 m     |
| 1992 | Coupe du monde des nations   | La Havane    | 3e       | 63,38 m     |
| 1993 | Championnats du monde        | Stuttgart    | 3e       | 65,26 m     |
| 1993 | Jeux de l'Asie de l'Est      | Shanghai     | 1re      | 63,12 m     |
| 1994 | Jeux asiatiques              | Hiroshima    | 1re      | 62,52 m     |

### Records
| Épreuve          | Performance | Lieu         | Date         |
| ---------------- | ----------- | ------------ | ------------ |
| Lancer du disque | 65,56 m     | Tokyo        | 31 août 1991 |
| Lancer du poids  | 16,91 m     | Kuala Lumpur | 1991         |